# Joueurs de flûte
Joueurs de flûte, (Frans voor Fluitspelers) voor fluit en piano, opus 27 (1924)  is een vierdelig muziekstuk van de Franse componist Albert Roussel. Het is Roussels meest gespeelde werk voor fluit. De vier delen zijn genoemd naar fluitisten uit de literatuur, en niet alleen die van Westerse klassieke muziek. Roussel had belangstelling voor culturen uit de hele wereld. Alle delen zijn opgedragen aan vooraanstaande fluitisten uit Roussels tijd. De eerste uitvoering vond plaats in het Théâtre du Vieux-Colombier door Louis Fleury en Jacques Weill op 17 januari 1925.
Het bestaat uit vier delen die samen een soort sonatine vormen:
- 1. Pan is genoemd naar Pan de half-geit, half-mannelijke natuurgod uit de Griekse mythologie, die vaak wordt afgebeeld met zijn fluit. De panfluit kwam zo aan zijn naam. Het stuk staat in de dorische modus met verlaagde tertsen en septiemen zoals gebruikt in het oude Griekenland. Ook het werk Syrinx voor fluit van Debussy refereert aan Pan, meer specifiek Pans amoureuze achtervolging van de nimf Syrinx. Het deel is opgedragen aan de beroemde fluitist Marcel Moyse.
- 2. Tityre is genaamd naar de fortuinlijke herder in Vergilius' Bucolica. Het is de kortste van de vier delen, en vervult binnen de vier delen de rol van een soort scherzo. Tityre werd opgedragen aan Gaston Blanquart (1877–1963), fluitist en docent aan het Conservatorium van Parijs.
- 3. Krishna werd genoemd naar de Hindoeïstische god Krishna. Hierbij refereert Roussel waarschijnlijk aan de periode in Krishna’s jeugd als de goddelijke veehoeder, waarbij hij fluit speelde, waarbij hij mensen en dieren betoverde. Roussel maakt in dit deel gebruik van een typisch Noord-Indiase toonsoort met een verlaagde secunde en sext, verhoogde kwart, reine kwint, en grote terts en septiem uit die regio. Roussel bezocht die regio in 1909. Krishna werd opgedragen aan Louis Fleury, aan wie Debussy ook zijn bovengenoemde Syrinx opdroeg.
- 4. Monsieur de la Péjaudie is genoemd naar de hoofdrolspeler uit een roman van Henri de Régnier, La Pécheresse (De zondares). M. de la Péjaudie is een fantastisch fluitist maar is meer geïnteresseerd in het bespelen van vrouwen dan de fluit. Roussel had al een aantal enkele gedichten van Régnier op muziek gezet (Quatre poèmes opus 3 en opus 8 en La menace). Dit laatste deel werd opgedragen aan Philippe Gaubert, fluitist, dirigent en componist.